# Świat Inflant
Świat Inflant – miesięcznik literacko-naukowy wydawany od 2004 roku, poświęcony Europie Północno-Wschodniej. 
Wychodzi wraz z miesięcznikiem „Akant”. Redaktorem naczelnym jest Stefan Pastuszewski.